# Kanton Saint-Vaury
Kanton Saint-Vaury (francouzsky Canton de Saint-Vaury) je francouzský kanton v departementu Creuse v regionu Limousin. Tvoří ho devět obcí.

## Obce kantonu
- Anzême
- La Brionne
- Bussière-Dunoise
- Gartempe
- Montaigut-le-Blanc
- Saint-Léger-le-Guérétois
- Saint-Silvain-Montaigut
- Saint-Sulpice-le-Guérétois
- Saint-Vaury